# Дискография Бекки Джи
Дискография американской певицы и актрисы Бекки Джи состоит из одного мини-альбома и свыше трёх десятков синглов. Она начинала свою карьеру, выкладывая видеоролики с каверами популярных песен на YouTube, после чего была замечена продюсером Dr. Luke и подписала контракт с Kemosabe Records. Бекки Джи выпустила свой дебютный сингл «Becky from the Block» (2013) после того, как ранее сотрудничала с несколькими артистами, включая will.i.am и Коди Симпсон. Её второй сингл «Can’t Get Enough» (2014) при участии Pitbull занял первое место в Latin Rhythm Airplay Chart в США. В 2013 году певица выпустила дебютный мини-альбом Play It Again. Международную популярность завоевала после своего сингла «Shower» (2014), достигшим максимальной шестнадцатой позиции в Billboard Hot 100 и получившим мультиплатиновый сертификат от Американской ассоциации звукозаписывающих компаний.
Дебютный студийный альбом на испанском языке под названием Mala Santa готовится к выходу в октябре 2019 года, за ним последует полноценный англоязычный альбом.

## Студийные альбомы
| Название   | Детали                                                                                     |
| ---------- | ------------------------------------------------------------------------------------------ |
| Mala Santa | - Релиз: 17 октября 2019 - Лейбл: Sony Music Latin - Форматы: Цифровая дистрибуция, CD, LP |

## Мини-альбомы
| Название      | Детали                                                                      |
| ------------- | --------------------------------------------------------------------------- |
| Play It Again | - Релиз: 16 июля 2013 - Лейбл: Kemosabe - Форматы: Цифровая дистрибуция, CD |

## Синглы

### Официальные синглы
| RIAA: 2 × платиновый · FIMI: золотой · IFPI SWE: 2 × платиновый | MC: платиновый · NVPI: 3 × платиновый · PROMUSICAE: золотой RMNZ: золотой |

| RIAA: 21 × платиновый · FIMI: золотой · PROMUSICAE: 5 × платиновый |

| RIAA: платиновый · PROMUSICAE: 2 × платиновый |

### Как приглашённый артист
| Название                                                                            | Год  | Наивысшие позиции в чартах | Наивысшие позиции в чартах | Наивысшие позиции в чартах | Наивысшие позиции в чартах | Наивысшие позиции в чартах | Наивысшие позиции в чартах | Наивысшие позиции в чартах | Наивысшие позиции в чартах | Наивысшие позиции в чартах | Наивысшие позиции в чартах | Сертификации (пороги продаж)                          | Альбом               |
| Название                                                                            | Год  | US                         | US Latin                   | ARG                        | CAN                        | ITA                        | MEX                        | NZ                         | SPA                        | SWI                        | UK                         | Сертификации (пороги продаж)                          | Альбом               |
| ----------------------------------------------------------------------------------- | ---- | -------------------------- | -------------------------- | -------------------------- | -------------------------- | -------------------------- | -------------------------- | -------------------------- | -------------------------- | -------------------------- | -------------------------- | ----------------------------------------------------- | -------------------- |
| «Wish U Were Here» (Коди Симпсон при участии Бекки Джи)                             | 2012 | —                          | —                          | —                          | —                          | —                          | —                          | —                          | —                          | —                          | —                          |                                                       | Paradise             |
| «Oath» (Шер Ллойд при участии Бекки Джи)                                            | 2012 | 73                         | —                          | —                          | 58                         | —                          | —                          | 13                         | —                          | —                          | —                          | RIAA: золотой · RMNZ: золотой                         | Sticks + Stones      |
| «Quiero Bailar (All Through the Night)» (3Ball MTY при участии Бекки Джи)           | 2013 | —                          | —.                         | —                          | —                          | —                          | —                          | —                          | —                          | —                          | —                          |                                                       | Globall              |
| «Como Tú No Hay Dos» (Thalía при участии Бекки Джи)                                 | 2015 | —                          | —                          | —                          | —                          | —                          | —                          | —                          | —                          | —                          | —                          |                                                       | Amore Mío            |
| «Wild Mustang» (Yellow Claw & Cesqeaux при участии Бекки Джи)                       | 2015 | —                          | —                          | —                          | —                          | —                          | —                          | —                          | —                          | —                          | —                          |                                                       | Blood for Mercy      |
| «Take It Off» (Лил Джон при участии Yandel и Бекки Джи)                             | 2016 | —                          | 45                         | —                          | —                          | —                          | —                          | —                          | —                          | —                          | —                          |                                                       | Внеальбомный         |
| «Si Una Vez (If I Once)» (Play-N-Skillz при участии Frankie J, Бекки Джи и Kap Джи) | 2017 | —                          | 22                         | —                          | —                          | —                          | —                          | —                          | —                          | —                          | —                          |                                                       | Внеальбомный         |
| «Que Nos Animemos» (Axel при участии Бекки Джи)                                     | 2017 | —                          | —                          | —                          | —                          | —                          | —                          | —                          | —                          | —                          | —                          |                                                       | Ser                  |
| «Mi Mala (Remix)» (Mau y Ricky и Karol G при участии Бекки Джи, Лесли Грейс и Lali) | 2018 | —                          | 38                         | 10                         | —                          | —                          | —                          | —                          | 57                         | —                          | —                          | RIAA: платиновый                                      | TBA                  |
| «Mad Love» (Шон Пол и Дэвид Гетта при участии Бекки Джи)                            | 2018 | —                          | —                          | —                          | 71                         | 63                         | 40                         | —                          | 43                         | 36                         | 22                         | BPI: серебряный · FIMI: золотой · PROMUSICAE: золотой | Mad Love the Prequel |
| «Don’t Go» (Vice при участии Бекки Джи и Mr. Eazi)                                  | 2018 | —                          | —                          | —                          | —                          | —                          | —                          | —                          | —                          | —                          | —                          |                                                       | Внеальбомный         |
| «—» обозначает релизы, не попавшие в хит-парад или не выпущенные в этом регионе.    |      |                            |                            |                            |                            |                            |                            |                            |                            |                            |                            |                                                       |                      |

### Промосинглы
| Title                                                 | Год  | Наивысшие позиции в чартах | Альбом               |
| Title                                                 | Год  | US Rhythmic                | Альбом               |
| ----------------------------------------------------- | ---- | -------------------------- | -------------------- |
| «Problem (The Monster Remix)» (при участии will.i.am) | 2012 | —                          | Монстры на каникулах |
| «Play It Again»                                       | 2013 | 28                         | Play It Again        |
| «Built for This»                                      | 2013 | —                          | Play It Again        |
| «You Love It»                                         | 2015 | —                          | Внеальбомный         |
| «Dum Dum» (с Kideko и Тайни Темпа)                    | 2017 | —                          | Внеальбомный         |
| «Mal de La Cabeza» (с Mau y Ricky)                    | 2018 | —                          | TBA                  |

## Другие песни, попавшие в чарты
| Название                                                  | Год  | Наивысшие позиции в чартах | Наивысшие позиции в чартах | Наивысшие позиции в чартах | Альбом               |
| Название                                                  | Год  | BEL (FL)                   | UK                         | US Holiday Dig.            | Альбом               |
| --------------------------------------------------------- | ---- | -------------------------- | -------------------------- | -------------------------- | -------------------- |
| «Excuse My Rude» (Jessie J при участии Бекки Джи)         | 2013 | —                          | 124                        | —                          | Alive                |
| «Christmas C’mon» (Линдси Стирлинг при участии Бекки Джи) | 2017 | —                          | —                          | 14                         | Warmer in the Winter |

## Гостевые появления
| Название              | Год  | Другие исполнители                    | Альбом                        |
| --------------------- | ---- | ------------------------------------- | ----------------------------- |
| «Ai Se Eu Te Pego»    | 2012 | Мишел Тело                            | Ai Se Eu Te Pego EP           |
| «Die Young (Remix)»   | 2012 | Kesha, Juicy J и Wiz Khalifa          | Warrior                       |
| «Magik 2.0»           | 2013 | Остин Махоун                          | Смурфики 2                    |
| «Excuse My Rude»      | 2013 | Jessie J                              | Alive                         |
| «Clouds»              | 2015 | KSHMR, Dillon Francis                 | Внеальбомный                  |
| «Rollin»              | 2015 | Остин Махоун                          | This Is Not the Album         |
| «For the Trill»       | 2015 | Yellow Claw                           | Blood for Mercy               |
| «Do It»               | 2015 | Empire Cast                           | Empire: The Complete Season 2 |
| «New New»             | 2015 | Empire Cast                           | Empire: The Complete Season 2 |
| «Superstar»           | 2016 | Pitbull                               | Внеальбомный                  |
| «No Creo en el Amor»  | 2017 | Danny Romero, Sanco                   | Внеальбомный                  |
| «Todo Lo Que Quiero»  | 2017 | Yandel                                | Update                        |
| «Christmas C’mon»     | 2017 | Линдси Стирлинг                       | Warmer in the Winter          |
| «Dura (Remix)»        | 2018 | Daddy Yankee, Bad Bunny, Натти Наташа | Внеальбомный                  |
| «Chicken Noodle Soup» | 2019 | J-Hope                                |                               |

## Видеоклипы
| Название                                | Год                | Другие исполнители                        | Режиссёр                           | Прим.              |
| Как ведущий артист                      | Как ведущий артист | Как ведущий артист                        | Как ведущий артист                 | Как ведущий артист |
| --------------------------------------- | ------------------ | ----------------------------------------- | ---------------------------------- | ------------------ |
| «Problem (The Monster Remix)»           | 2012               | will.i.am                                 | P. R. Brown                        | [ 61 ]             |
| «Becky from the Block»                  | 2013               | Нет                                       | Chrisp Productions, Definite Films | [ 62 ]             |
| «Play It Again»                         | 2013               | Нет                                       | Jess Holzworth                     | [ 63 ]             |
| «Built For This»                        | 2013               | Нет                                       | Бекки Джи                          | [ 64 ]             |
| «Can’t Get Enough»                      | 2014               | Pitbull                                   | Harper Smith                       | [ 65 ]             |
| «Shower»                                | 2014               | Нет                                       | Tim Nackashi                       | [ 66 ]             |
| «Can’t Stop Dancin'»                    | 2014               | Нет                                       | Hannah Lux Davis                   | [ 67 ]             |
| «Lovin' So Hard»                        | 2015               | Нет                                       | Неизвестно                         | [ 68 ]             |
| «Break a Sweat»                         | 2015               | Нет                                       | Неизвестно                         | [ 69 ]             |
| «Sola»                                  | 2016               | Нет                                       | Frank Borin, Бекки Джи             | [ 70 ]             |
| «Mangú»                                 | 2016               | Нет                                       | Frank Borin, Бекки Джи             | [ 71 ]             |
| «Todo Cambio»                           | 2017               | Нет                                       | Daniel Duran                       | [ 72 ]             |
| «Mayores»                               | 2017               | Bad Bunny                                 | Daniel Duran                       | [ 73 ]             |
| «Díganle»                               | 2017               | Лесли Грейс                               | Неизвестно                         | [ 74 ]             |
| «Ya Es Hora»                            | 2018               | Ana Mena & De La Ghetto                   | Неизвестно                         | [ 75 ]             |
| «Sin Pijama»                            | 2018               | Натти Наташа                              | Daniel Duran, Бекки Джи            | [ 76 ]             |
| «Zooted»                                | 2018               | French Montana & Farruko                  |                                    | [ 77 ]             |
| «Cuando Te Besé»                        | 2018               | Paulo Londra                              | Неизвестно                         | [ 78 ]             |
| Как приглашённый артист                 |                    |                                           |                                    |                    |
| «Wish U Were Here»                      | 2012               | Коди Симпсон                              | Cameron Duddy                      | [ 79 ]             |
| «Oath»                                  | 2012               | Шер Ллойд                                 | Hannah Lux Davis                   | [ 80 ]             |
| «Quiero Bailar (All Through the Night)» | 2013               | 3Ball MTY                                 | José Serrano Montoya               | [ 81 ]             |
| «Como Tú No Hay Dos»                    | 2015               | Thalía                                    | Неизвестно                         | [ 82 ]             |
| «Take It Off»                           | 2016               | Лил Джон & Yandel                         | Daniel Duran                       | [ 83 ]             |
| «Que Nos Animemos»                      | 2017               | Axel                                      | Неизвестно                         | [ 84 ]             |
| «Christmas C’mon»                       | 2017               | Линдси Стирлинг                           | Неизвестно                         | [ 85 ]             |
| «Mi Mala (Remix)»                       | 2018               | Mau y Ricky, Karol G, Leslie Grace & Lali | Daniel Durán, David Bohorquez      | [ 86 ]             |
| «Mad Love»                              | 2018               | Sean Paul & David Guetta                  | Sarah McColgan                     | [ 87 ]             |
| «Chicken Noodle Soup»                   | 2019               | J-Hope                                    |                                    |                    |

## Заметки
1. ↑  «Shower» не попал в Billboard Hot Latin Songs, но достиг 36-й строчки в Latin Pop Airplay.[17]
2. ↑  «Can't Stop Dancin'» не попал в Dutch Top 40, но достиг 3-й строчки в Tipparade.[25]
3. ↑  «Break a Sweat» не попал в Billboard Hot 100, но достиг 36-й строчки в Mainstream Top 40.
4. ↑  "Mayores" не попал Dutch Top 40, но достиг 6-й строчки в Tipparade.[28]
5. ↑  "Díganle" не попал в Billboard Hot Latin Songs, но достиг 13-й строчки в Latin Digital Song Sales.[31]
6. ↑  «Sin Pijama» не попал Dutch Top 40, но достиг 5-й строчки в Tipparade.[35]
7. ↑  «Sin Pijama» не попал в Swedish Singellista Chart, но достиг 11-й строчки в Swedish Heatseeker Chart.[36]
8. ↑  «Zooted» не попал в Swedish Singellista Chart, но достиг 2-й строчки в Swedish Heatseeker Chart.[38]
9. ↑  «Quiero Bailar» не попал в Billboard Hot Latin Songs, но достиг 34-й строчки в Latin Pop Airplay[17]
10. ↑  «Quiero Bailar» не попал в Billboard Mexico Airplay, но достиг 32-й строчки в Mexico Espanol Airplay.[44]
11. ↑  «Como Tú No Hay Dos» не попал в Billboard Hot Latin Songs, но достиг 20-й строчки в Latin Pop Airplay.[17]
12. ↑  «Si Una Vez (If I Once)» не попал в Billboard Hot 100, но достиг 11-й строчки в Bubbling Under Hot 100 Singles.[45]
13. ↑  «Que Nos Animemos» не попал в Argentine Airplay Top 20, но достиг 5-й строчки в Argentina National Songs.[46]
14. ↑  «Que Nos Animemos» не попал в Billboard Mexico Airplay, но достиг 32-й строчки в Mexico Espanol Airplay.[44]
15. ↑  "Chrtismas C’mon" не попал в Flemish Ultratop chart, но достиг 84-й строчки в Ultratip.[51]